# Przemoc wobec mężczyzn
Przemoc wobec mężczyzn (ang. violence against men, VAM) – przemoc skierowana wobec mężczyzn polegająca na aktach agresji, które są popełniane nieproporcjonalnie lub wyłącznie wobec mężczyzn. Taka przemoc jest często uważana za formę zbrodni nienawiści. Przemoc wobec mężczyzn zakorzeniona jest w nierówności płci. Mężczyźni są nadreprezentowani zarówno jako ofiary, jak i sprawcy przemocy. Przemoc seksualna wobec mężczyzn jest traktowana w każdym społeczeństwie inaczej niż przemoc wobec kobiet i może być nieuznawana przez prawo międzynarodowe.

## Postrzeganie i aspekty
Badania postaw społecznych pokazują, że przemoc jest postrzegana jako mniej lub bardziej poważna w zależności od płci ofiary i sprawcy. Według badań zawartych w publikacji Aggressive Behavior, przemoc wobec kobiet była z o około jedną trzecią wyższym prawdopodobieństwem zgłaszana na policję przez osoby trzecie bez względu na płeć napastnika, choć najbardziej prawdopodobna do zgłoszenia była kombinacja płci sprawcy i ofiary płci żeńskiej. Zgodne ze stereotypami postępowanie organów ścigania jest znanym problemem; badaczka prawa międzynarodowego Solange Mouthaan stwierdziła, że w scenariuszach konfliktów przemoc seksualna wobec mężczyzn była ignorowana na rzecz skupienia się na przemocy seksualnej wobec kobiet i dzieci. Jednym z wyjaśnień tej różnicy jest władza fizyczna, jaką mężczyźni sprawują nad kobietami, co zwiększa prawdopodobieństwo potępienia przemocy w takiej konfiguracji płci. Koncepcja mężczyzny, który doświadczył przemocy, jest sprzeczna ze społecznym postrzeganiem męskiej roli płciowej, co prowadzi do niskiego uznania i niewielu przepisów prawnych. Często nie ma ram prawnych, które pozwalałyby na ściganie kobiet popełniających przemoc wobec mężczyzn.
Richard Felson podważył założenie, że przemoc wobec kobiet jest inna niż przemoc wobec mężczyzn. Te same motywy odgrywają rolę w prawie każdej przemocy, niezależnie od płci: zdobycie kontroli lub zemsta oraz promowanie lub obrona własnego wizerunku.
Pisząc dla tygodnika Time, dziennikarka Cathy Young skrytykowała ruch feministyczny za to, że nie zrobił wystarczająco dużo, by zakwestionować podwójne standardy w traktowaniu mężczyzn będących ofiarami przemocy fizycznej i napaści seksualnych (ang. sexual assault).

## Przemoc domowa wobec mężczyzn
W 2013 roku redaktor naczelny czasopisma Partner Abuse, John Hamel, powołał do życia Domestic Violence Research Group, aby stworzyć Partner Abuse State of Knowledge Project (PASK). PASK stwierdziła, że zarówno wskaźniki popełniania przestępstw, jak i wiktymizacji mężczyzn i kobiet są równe.
Mężczyźni, którzy są ofiarami przemocy domowej, niechętnie to zgłaszają lub zwracają się o pomoc. Według niektórych komentatorów, istnieje również paradygmat, że tylko mężczyźni dopuszczają się przemocy domowej i nigdy nie są jej ofiarami. Shamita Dasgupta i Erin Pizzey należą do tych, którzy stwierdzili, że podobnie jak w przypadku innych form przemocy wobec mężczyzn, przemoc wśród partnerów jest generalnie mniej rozpoznawalna w społeczeństwie, gdy jej ofiarami są mężczyźni. Przemoc kobiet wobec mężczyzn w związkach jest często „trywializowana” ze względu na rzekomo słabszą budowę ciała kobiet; w takich przypadkach pomija się użycie niebezpiecznych przedmiotów i broni. Badania prowadzone od lat 90. XX wieku wskazują na problemy postrzeganej i faktycznej stronniczości policji, przy czym negowany bywa fakt użycia przemocy nawet wtedy, gdy ofiara płci męskiej jest ranna.

## Przemoc kobiet wobec mężczyzn
Według dziennikarza Martina Daubneya istnieje teoria, że mężczyźni zbyt rzadko zgłaszają swoje doświadczenia [przemocy kobiet wobec mężczyzn] ze względu na kulturę męskich oczekiwań”. Oficjalna liczba np. w Wielkiej Brytanii wynosi około 50% ogólnej liczby aktów przemocy mężczyzn wobec kobiet, ale istnieją wskazania, że tylko około 10% mężczyzn będących ofiarami przemocy kobiet zgłasza władzom te incydenty, głównie ze względu na tabu i obawy przed niezrozumieniem wywołanym przez kulturę męskich oczekiwań. Dla porównania 1,9 mln osób w wieku 16–59 lat poinformowało w trakcie badania przestępczości w Anglii i Walii (ang. Crime Survey for England and Wales) (w marcu 2017), że padło ofiarą przemocy domowej, a 79% – że nie zgłosiło poczynań swojego partnera lub byłego partnera. Z 1,9 mln około 1,2 mln to kobiety, a 713 000 to mężczyźni. Kanadyjski raport wykazał, że mężczyźni są o 22% bardziej skłonni do zgłaszania faktu bycia ofiarami przemocy małżonków w ich obecnym związku niż kobiety. Badacze Stemple i Meyer donoszą, że przemoc seksualna kobiet wobec mężczyzn jest często niedoceniana lub nierozpoznawana.

## Przymusowe obrzezanie

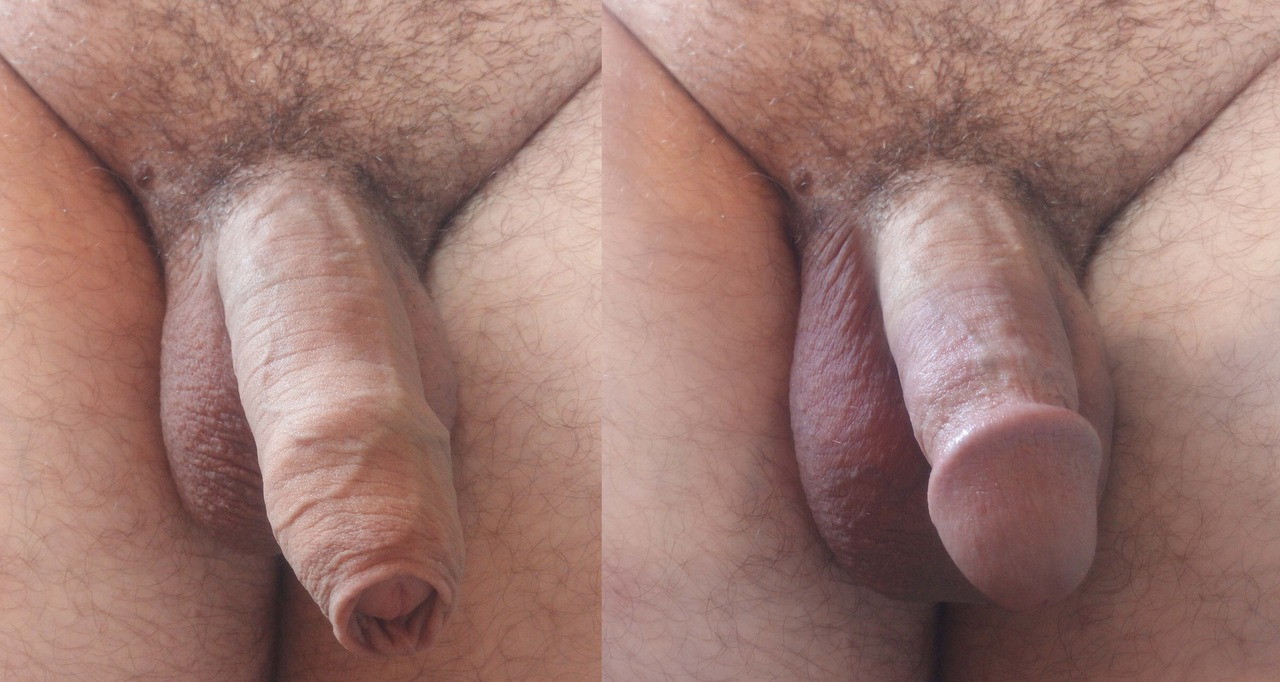
Porównanie penisa nieobrzezanego i obrzezanego. Obrzezanie powoduje utratę ok. 20 000 zakończeń nerwowych

Nieterapeutyczne obrzezanie mężczyzn jest uznawane przez kilka międzynarodowych grup za formę przemocy wobec młodych mężczyzn i chłopców. Międzynarodowy Trybunał Karny uznał przymusowe obrzezanie za „nieludzki czyn”. Niektóre orzeczenia sądowe uznały je za naruszenie praw dziecka. W niektórych krajach, takich jak Australia, Bangladesz, Kanada, Indonezja, Pakistan, Filipiny, Korea Południowa, Turcja i Stany Zjednoczone, noworodki płci męskiej są rutynowo obrzezane bez zgody dziecka. Również religie żydowska i muzułmańska nakazują dokonanie obrzezania chłopców. Jest to praktykowane również w chrześcijaństwie wśród Koptów, w Etiopskim Kościele Ortodoksyjnym.
Choć orzeczenie sądu z 2012 w Niemczech kwestionuje praktykę męskiego obrzezania, nazywając je ciężkim uszkodzeniem ciała, niemiecki parlament uchwalił ustawę o legalności obrzezania chłopców. W 2016 obrzezanie chłopców było nadal legalne na całym świecie.

## Przemoc seksualna wobec mężczyzn
W konfliktach zbrojnych przemoc seksualna jest stosowana przez mężczyzn wobec mężczyzn jako wojna psychologiczna mająca na celu demoralizację wroga. Praktyka ta ma charakter wielowiekowy i została odnotowana jako mająca miejsce m.in. podczas wypraw krzyżowych. Kastracja jest stosowana jako środek tortur fizycznych o silnych efektach psychologicznych, a mianowicie utrata zdolności do rozmnażania się i utrata statusu pełnoprawnego mężczyzny. Międzynarodowe prawo karne nie uznaje przemocy seksualnej wobec mężczyzn ze względu na płeć za odrębny rodzaj przestępstwa i traktuje ją jako zbrodnie wojenne lub tortury. Kultura milczenia wokół tej kwestii często pozostawia mężczyzn bez wsparcia.
W 2012 roku w raporcie UNHCR stwierdzono, że „SGBV” (sexual and gender based violence; przemoc ze względu na płeć) przeciwko mężczyznom i chłopcom jest generalnie opisywana w raportach jako notatki”. W jednym z badań mniej niż 3% organizacji, które zajmują się kwestią gwałtu jako broni wojennej, wymienia mężczyzn oraz świadczy usługi na rzecz męskich ofiar. W 1990 roku zauważono, że język angielski jest „pozbawiony terminów opisujących dokładnie gwałt na mężczyźnie”.

## Masowe zabójstwa

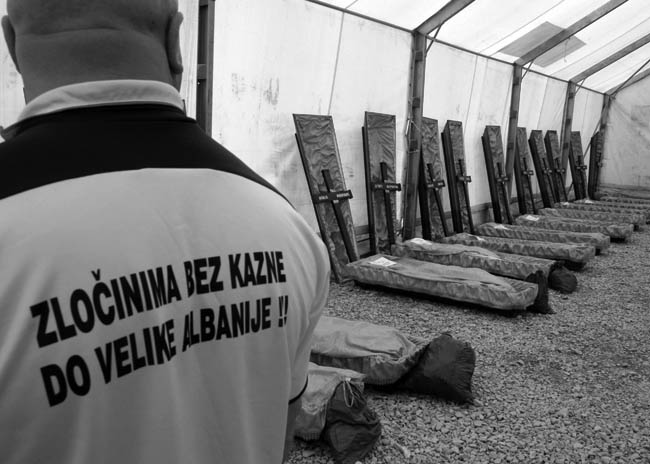
Serbskie ofiary wojny w Kosowie

W sytuacjach przemocy strukturalnej (przemocy instytucjonalnej), do której zalicza się wojnę i ludobójstwo, często naznacza się i zabija mężczyzn i chłopców. Morderstwa na tle płciowym w czasie wojny w Kosowie, szacunki dotyczące mężczyzn będących ofiarami masowych morderstw wskazują, że stanowili oni ponad 90% wszystkich ofiar cywilnych.
Mężczyźni oraz chłopcy byli i nadal są najczęstszym celem masowych zabójstw i ludobójczych rzezi, a także wielu mniejszych konfliktów i nadużyć. Gendercide Watch, niezależna grupa działająca na rzecz praw człowieka, dokumentuje liczne przypadki dyskryminacji płciowej mężczyzn (dorosłych i dzieci): Operacja Al-Anfal w irackim Kurdystanie w 1988, ludobójstwo Ormian w latach 1915–1917, ludobójstwo w Rwandzie w 1994 roku. Przymusowy pobór do wojska również można uznać za przemoc na tle płciowym stosowaną wobec mężczyzn.

## Morderstwa
| Sprawca mężczyzna/ofiara mężczyzna | 65,3% |
| Sprawca mężczyzna/ofiara kobieta   | 22,7% |
| Sprawca kobieta/ofiara mężczyzna   | 9,6%  |
| Sprawcą kobieta/ofiara kobieta     | 2,4%  |

W Stanach Zjednoczonych statystyki przestępczości prowadzone począwszy od 1976 wskazują, że mężczyźni stanowią większość sprawców zabójstw, niezależnie od tego, czy ofiarą jest kobieta czy mężczyzna. Mężczyźni są również nadreprezentowani jako ofiary zabójstw, w których uczestniczą zarówno mężczyźni, jak i kobiety. Według statystyk prowadzonych przez Bureau of Justice Statistics, w Stanach Zjednoczonych kobiety zabijające mężczyzn najczęściej zabijają znajomych, małżonków lub chłopaków, podczas gdy mężczyźni częściej zabijają nieznajomych. W wielu przypadkach kobiety zabijają mężczyzn, ponieważ są ofiarami przemocy ze strony partnerów; jednakże badanie to zostało przeprowadzone jedynie wśród kobiet przebywających w celi śmierci, na próbie około 97 osobników płci żeńskiej w ciągu ostatnich 100 lat.